# 髑髏と骨

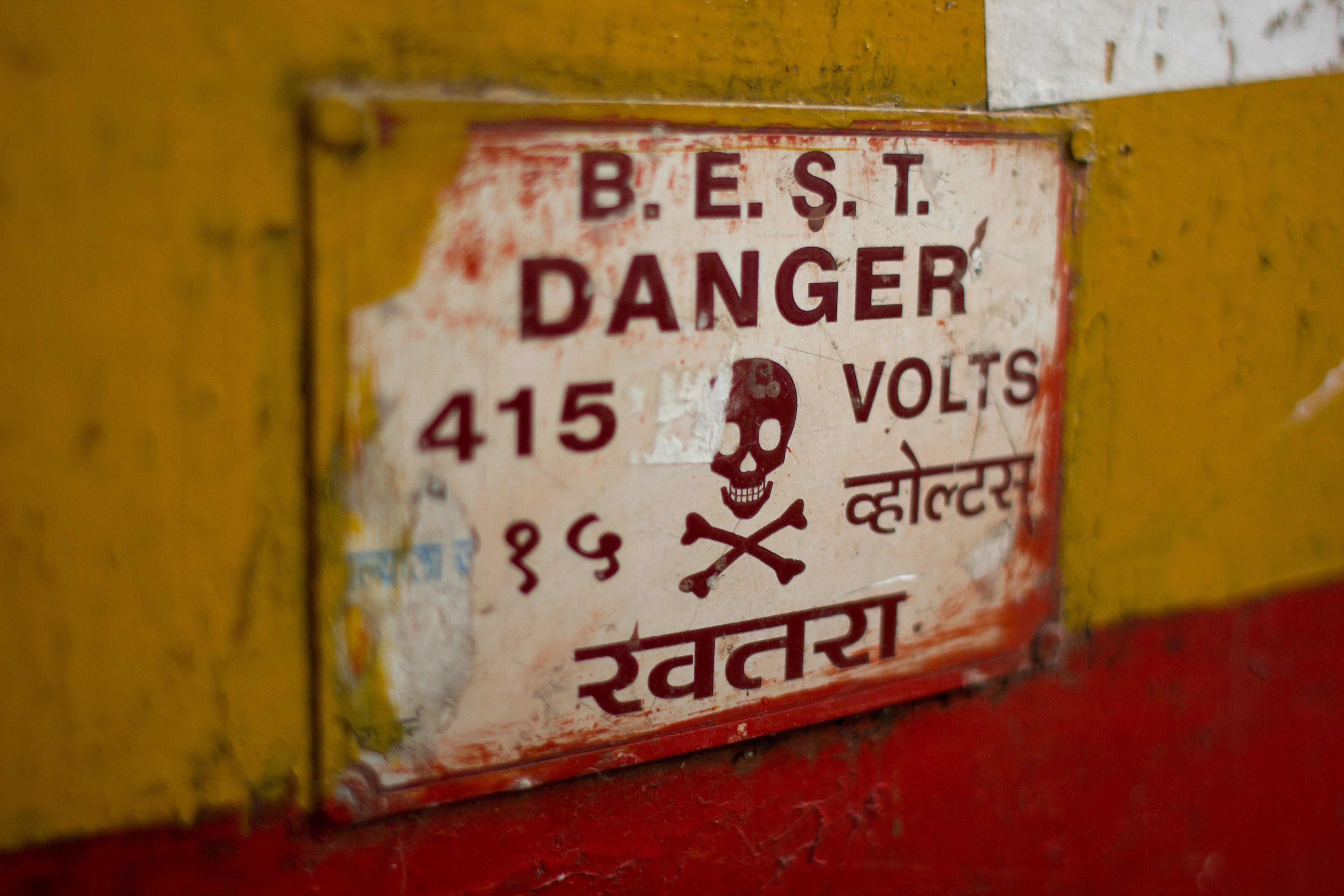
インド・ムンバイにある髑髏と骨を使用した「高電圧注意」の標識。

海賊旗

EUの標準的な有毒物質シンボル。Directive 67/548/EECの規定

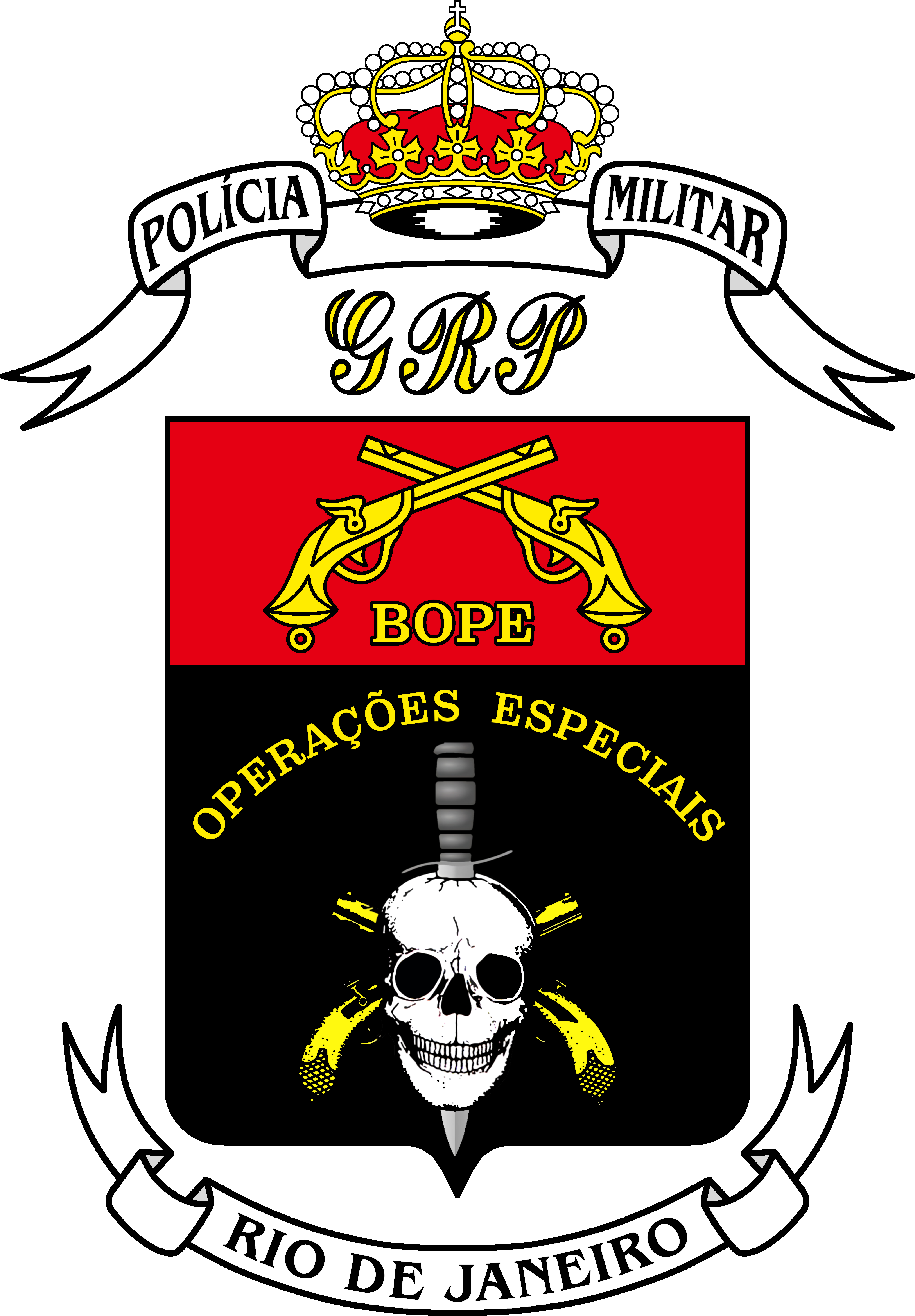
ブラジルの特殊警察作戦大隊リオデジャネイロ部隊の部隊章

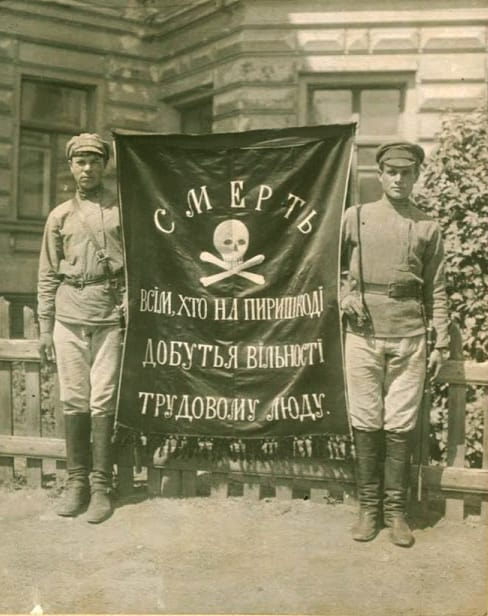
ウクライナ革命反乱軍

髑髏と骨（どくろとほね、英: skull and crossbones）は、人間の頭蓋骨と骨を交差させた標識、シンボル。「ドクロマーク」「頭蓋骨と交差した骨」とも呼ばれる。
正面に頭蓋骨を設置し、その後ろないし下に脛骨を交差させたデザインが一般的である。
このデザインは中世後期から、死の象徴、特に墓石の記念碑として使用された。現代では、一般に死に至る危険、特に有毒物質であることを警告するハザードシンボルとして使用される。
「髑髏と骨」を単純化した図形として考えると、「丸」（=髑髏）と「（斜め）十字」（=交差した骨）の組み合わせである。
Unicodeには、この記号を表すU+2620 ☠ skull and crossbones (HTML: &#9760;)などが実装されている。

## 歴史
このシンボルは古代から使用されていたものであり、中世の死の舞踏の象徴として広まった。少なくとも12世紀から、軍旗や記章にそれを表示する者の凶悪さを表すものとして使われており、14世紀以降の海賊行為とも関連していた（海賊旗）。15世紀になると、このシンボルは今日よく知られた形に発展した。
12世紀に発足して1307年に崩壊したテンプル騎士団は、自艦隊に属する船舶を特定するために頭蓋骨の旗を採用した。海賊旗の髑髏と骨は、テンプル騎士団よりも先行する可能性がある。
このシンボルは、多くの墓地、特にスペインの墓地の入口の模様として使用された。19世紀以降、毒やそのほかの危険な液体・粉体の容器に表示される警告としても使われているほか、18世紀から19世紀にかけて北欧で作られた十字架でもよく使われている。この十字架は葬儀の際には棺に置かれた後、故人の家族に与えられた。
1829年には、米国ニューヨーク州において有害物質容器のすべてにこの標識を取り付けるように義務付けられ、それ以降は世界中で用いられるようになり、さまざまなデザインが存在する。

## 用途
危険物ないし毒薬の標識として一般に用いられており、スカル・アンド・ボーンズのような秘密結社にも利用されている。
ブラジルの特殊警察作戦大隊のように、警察や軍組織が紋章として利用している例もある。
18世紀中頃から、ヨーロッパの軍隊で死の頭のシンボルが公式に使用されている。最初の連隊の一つは、1741年にフリードリヒ・ユリウスのフサール隊であり、通称「トーテンコフフサール」とも呼ばれていた。この伝統から、死の頭はドイツ軍で重要なシンボルとなった。これは、プロイセン軍で使用され、第一次世界大戦後にフライコールプ、ナチス・ドイツのヴェアマハト、SSでも使用された。

## 符号位置
| 記号 | Unicode | JIS X 0213 | 文字参照            | 名称                       |
| ---- | ------- | ---------- | ------------------- | -------------------------- |
| ☠    | U+2620  | -          | &#x2620; &#9760;    | SKULL AND CROSSBONES       |
| 💀   | U+1F480 | -          | &#x1F480; &#128128; | SKULL                      |
| 🕱    | U+1F571 | -          | &#x1F571; &#128369; | black skull and crossbones |